# Каролінзька імперія
Каролінзька імперія (фр. L’Empire carolingien) — європейська держава, що існувала в IX столітті. До її складу входили території Франції, Німеччини та Італії, а також низки інших сучасних держав Європи. Офіційно держава називалася «Імперія Заходу» (фр. Empire d’Occident), проте в історіографії її називають Франкська або Каролінзька імперія. Правителі імперії носили зазвичай титул «імператор римлян» (лат. imperator Romanorum) або «імператор Римської імперії» (лат. imperator Romanum gubernans imperium), позиціонуючи себе спадкоємцями Західної Римської імперії. Столицею був Ахен.
Імперія виникла 25 грудня 800 року, коли король Франкської держави Карл Великий був коронований Папою Левом III в Римі імператорською короною. У 840—843 роках імперія фактично розпалася на 3 королівства — Західне Франкське, Східне Франкське і Середнє, правитель якого зберіг імператорський титул. Серединне королівство в свою чергу в 855 році розпалася на 3 частини — Італію, Лотарингію і Прованс. У 884 році Карлу III Товстому вдалося на деякий час відновити єдину каролінгзьку імперію, але об'єднання виявилася недовговічним, і вже в кінці 887 року Карл був зміщений, а імперія остаточно розпалася на кілька королівств. Хоча королі Італії кілька разів брали імператорський титул, але владу над всією територією колишньої імперії вони не мали. Останній імператор, Беренгар I, помер в 924 році.
Наступниками Каролінзької імперії вважали себе імператори Священної Римської імперії, заснованої в 962 році німецьким королем Оттоном I Великим.